# Fanny Posvite
Fanny-Estelle Posvite oder Fanny Estelle Posvite (* 27. Mai 1992 in Limoges) ist eine französische Judoka. Sie war 2015 Weltmeisterschaftsdritte.

## Sportliche Karriere
Posvite kämpfte bis 2018 im Mittelgewicht, der Gewichtsklasse bis 70 Kilogramm. 2013 siegte sie bei den Mittelmeerspielen in Mersin. Zwei Wochen danach gewann sie Bronze bei der Universiade in Kasan. Im November 2013 siegte sie erstmals bei den französischen Meisterschaften. 2014 belegte sie den fünften Platz bei den Europameisterschaften in Montpellier, im Mannschaftswettbewerb gewann die französische Equipe. Vier Monate später schied sie bei den Weltmeisterschaften 2014 in Tscheljabinsk früh gegen die Italienerin Giulia Cantoni aus. Im Mannschaftswettbewerb gewann die Equipe den Titel, wobei Posvite nur im Achtelfinale eingesetzt wurde, die drei Kämpfe danach bestritt Margaux Pinot. Ein Jahr später bei den Weltmeisterschaften 2015 in Astana unterlag Posvite im Viertelfinale der Österreicherin Bernadette Graf. Mit Siegen über die Niederländerin Kim Polling und die Japanerin Chizuru Arai erkämpfte Posvite eine Bronzemedaille. Im April 2016 bei den Europameisterschaften in Kasan bezwang Posvite im Viertelfinale Bernadette Graf unterlag aber im Halbfinale der Georgierin Esther Stam. Im Kampf um Bronze setzte sich Posvite gegen die Britin Sally Conway durch. 2017 gewann Posvite ihren zweiten französischen Meistertitel. 
Nach einem schwächeren Jahr 2018 trat Posvite 2019 im Halbschwergewicht an, der Gewichtsklasse bis 78 Kilogramm. Sie siegte beim Grand Prix in Hohhot und gewann die französischen Meisterschaften. Zum Jahresende siegte sie beim Masters in Qingdao. 2022 und 2024 siegte Posvite ebenfalls bei den französischen Meisterschaften. Posvite erreichte im Halbschwergewicht mehrfach Podiumsplatzierungen bei Grand-Slam-Turnieren, sie war aber nur selten bei internationalen Meisterschaften dabei. Bei den Europameisterschaften 2021 in Lissabon gewann Posvite die Bronzemedaille, nachdem sie im Viertelfinale gegen die Polin Beata Pacut verloren hatte. Erst vier Jahre später nahm sie in Podgorica wieder an Europameisterschaften teil und erkämpfte erneut Bronze. Nach einer Viertelfinalniederlage gegen die Deutsche Anna Monta Olek siegte Posvite im Kampf um Bronze gegen ihre Landsfrau Audrey Tcheuméo. Zwei Monate später schied Posvite bei den Weltmeisterschaften in Budapest im Achtelfinale gegen die Brasilianerin Karol Gimenes aus.